# Karol Zając
Karol Marian Zając vel Karol Sayons (ur. 19 maja 1913 w Czarnym Dunajcu, zm. 18 maja 1965 w St. Louis) – polski narciarz, psycholog. 
Zając należał do najlepszych polskich narciarzy w 1930 roku. W 1934 roku został pierwszym wicemistrzem Polski w zjeździe. Dwa lata później w Garmisch-Partenkirchen brał udział w Zimowych Igrzysk Olimpijskich. W łącznej klasyfikacji był drugim najlepszym w polskiej reprezentacji. W 1938 roku wziął udział w alpejskich mistrzostw świata w narciarstwie w Engelbergu.
Na początku 1940 roku uciekł na nartach przez Tatry na Słowację, stąd na Węgry i dalej na zachód, gdzie przyłączył się do jednostek Wojska Polskiego. Po II wojnie światowej nie wrócił do Polski. Ukończył studia psychologiczne w Oksfordzie (gdzie obronił także w 1955 pracę doktorską), w latach 1951–1959 pracował jako wykładowca na Uniwersytecie Manitoby, a od 1960 na Uniwersytecie w St. Louis. W Kanadzie i USA posługiwał się nazwiskiem w pisowni „Sayons”.
Jego bratem był Marian Zając.